# Burradon, Northumberland
Burradon är en ort i civil parish Netherton, i grevskapet Northumberland i England. Orten är belägen 22 km från Alnwick. Burradon var en civil parish 1866–1955 när det uppgick i Netherton. Civil parish hade 53 invånare år 1951.